# Megaquílids
Els megaquílids (Megachilidae) són una família d'himenòpters apoïdeus de distribució cosmopolita. Inclou abelles principalment solitàries que tenen una estructura que s'anomena escopa que està restringida a la superfície ventral de l'abdomen (no pas a les potes com a altres abelles).
Es coneixen com a abelles constructores o abelles talladores de fulles que són els materials amb què fan generalment els nius. Totes les seves espècies s'alimenten de pol·len i nèctar, però algunes són paràsites d'altres abelles de la mateixa família. Es consideren entre els més eficients pol·linitzadors.

## Taxonomia
La família Megachilidae inclou dues subfamílies i nombrosos gèneres:
Subfamília Fideliinae
- Tribu Pararhophitini
  - Pararhophites
- Tribu Fideliini
  - Fidelia
  - Neofidelia

Subfamília Megachilinae
- Tribu Lithurgini
  - Lithurgopsis
  - Lithurgus
  - Microthurge
  - Trichothurgus
- Tribu Osmiini
  - Afroheriades
  - Ashmeadiella
  - Atoposmia
  - Bekilia
  - Chelostoma
  - Haetosmia
  - Heriades - les seves espècies tenen bandes abdominals estretes. Semblen petites Osmia, però són oligolèctiques (especialitzades en unes poques subfamílies d'Asteraceae) i fan servir resina de coníferes, fibres vegetals i sorra com a material per a les parets de les seves cel·les.
  - Hofferia
  - Hoplitis
  - Hoplosmia
  - Noteriades
  - Ochreriades
  - Osmia
  - Othinosmia
  - Protosmia
  - Pseudoheriades
  - Stenoheriades
  - Stenosmia
  - Wainia
  - Xeroheriades
- Tribu Anthidiini
  - Acedanthidium
  - Afranthidium
  - Afrostelis
  - Anthidiellum
  - Anthidioma
  - Anthidium
  - Anthodioctes
  - Apianthidium
  - Aspidosmia
  - Austrostelis
  - Aztecanthidium
  - Bathanthidium
  - Benanthis
  - Cyphanthidium
  - Dianthidium
  - Duckeanthidium
  - Eoanthidium
  - Epanthidium
  - Euaspis
  - Hoplostelis
  - Hypanthidioides
  - Hypanthidium
  - Icteranthidium
  - Indanthidium
  - Larinostelis
  - Notanthidium
  - Pachyanthidium
  - Paranthidium
  - Plesianthidium
  - Pseudoanthidium
  - Rhodanthidium
  - Serapista
  - Stelis - cleptoparàsits d'altres Megachilidae. Les espècies del subgèneres Heterostelis són paràsites de Trachusa.
  - Trachusa
  - Trachusoides
  - Xenostelis
- Tribu Dioxyini
  - Aglaoapis
  - Allodioxys
  - Dioxys - paràsits de Megachile, Anthidium i Osmia.
  - Ensliniana
  - Eudioxys
  - Metadioxys
  - Paradioxys
  - Prodioxys
- Tribu Megachilini
  - Coelioxys - paràsits de Megachile. Les femelles tenen l'abdomen acabat en punta cònica; els mascles tenen nombroses espines.
  - Megachile
  - Radoszkowskiana
- incertae sedis
  - Neochalicodoma
  - Stellenigris

## Galeria

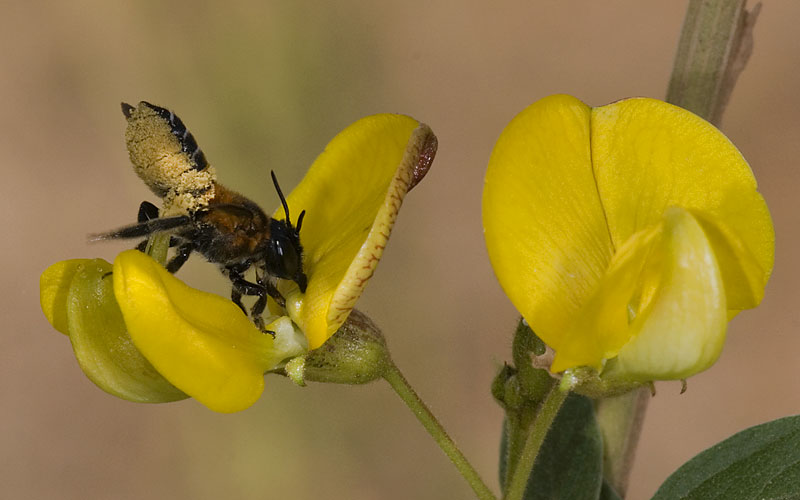
Una abella talladora de fulles mostrant l'escopa abdominal
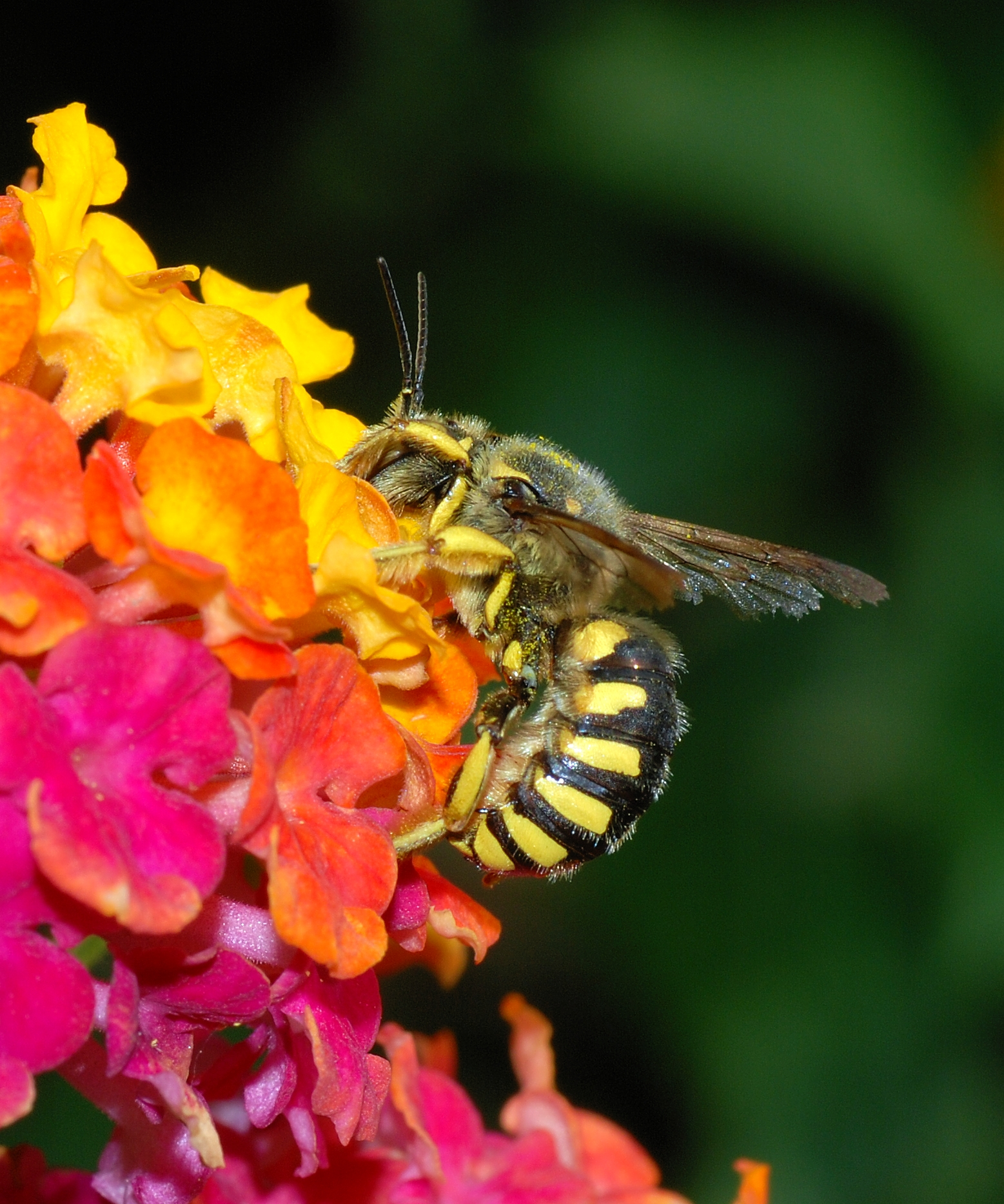
Mascle d’Anthidium florentinum visitant una Lantana camara
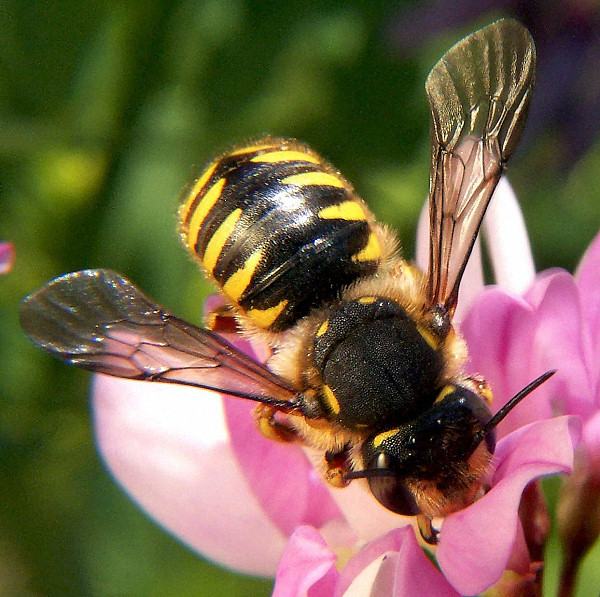
Femella d' Anthidium manicatum
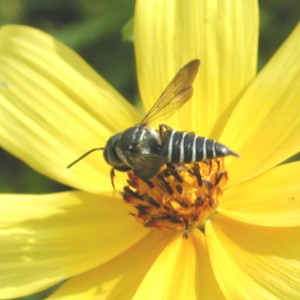
Coelioxys, a Stuckey, Carolina del Sud
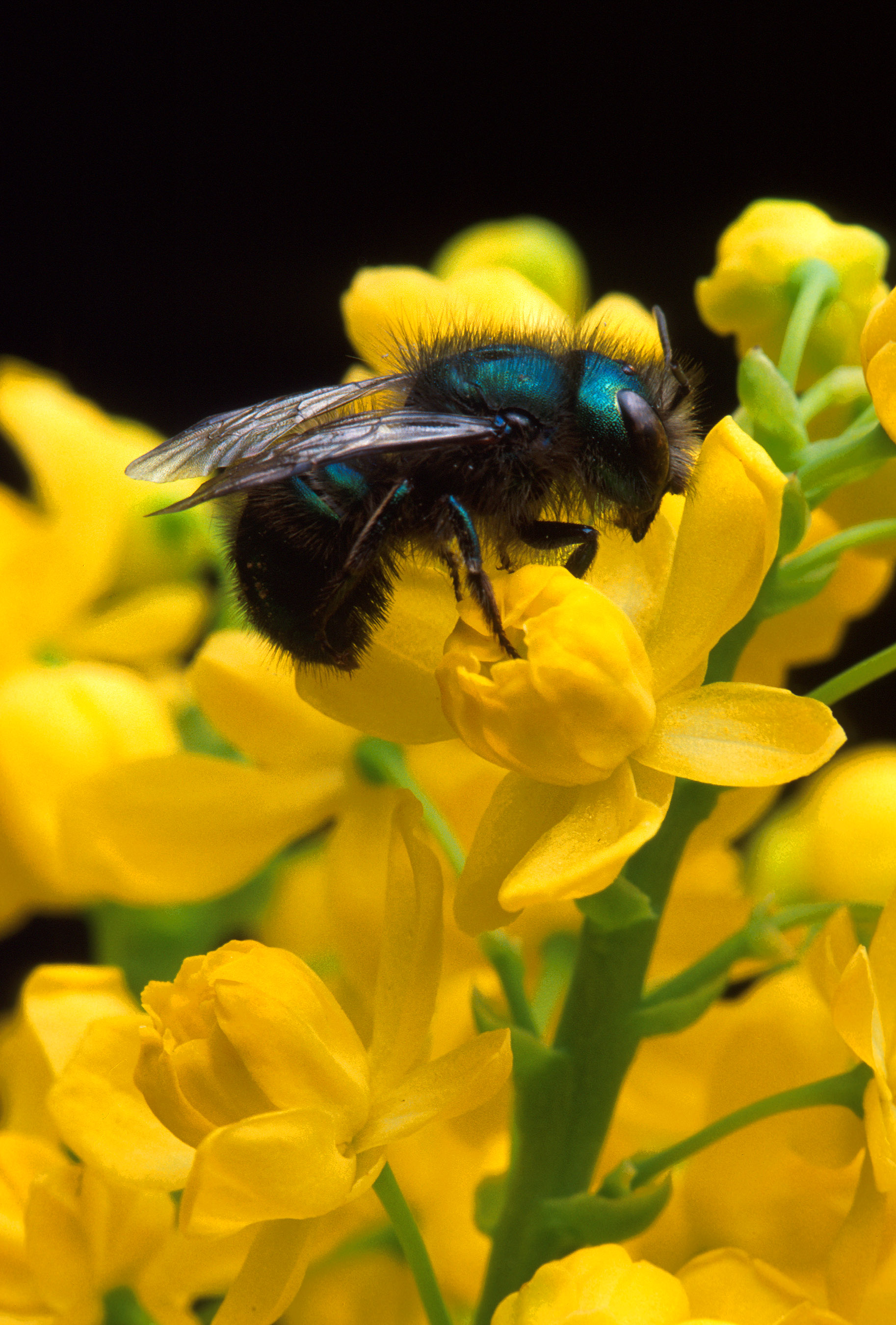
Osmia ribifloris
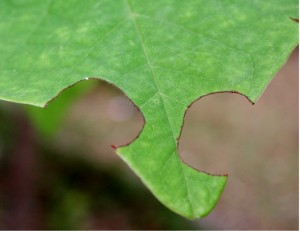
Fulles tallades per Megachilidae